# Ройу
Ро́йу (ест. Roiu alevik) — селище в Естонії, у волості Кастре повіту Тартумаа.

## Населення
Чисельність населення на 31 грудня 2011 року становила 434 особи.

## Географія
Через населений пункт проходять автошляхи 22260 (Вана-Кастре — Ройу) та 22140 (Тирванді — Ройу — Унікюла).

## Історія
До 24 жовтня 2017 року селище входило до складу волості Гааслава.